# دونالد إي. غريفز
دونالد إي. غريفز (بالإنجليزية: Donald E. Graves)‏ هو عالم سياسة أمريكي، ولد في 10 أبريل 1929 في بينينغتون في الولايات المتحدة، وتوفي في 2 يوليو 2008 في الولايات المتحدة.